# Zatykače Mezinárodního trestního soudu na izraelské představitele
Dne 21. listopadu 2024 vydal Mezinárodní trestní soud (ICC) po vyšetřování válečných zločinů a zločinů proti lidskosti zatykače na dva vysoké izraelské představitele a to izraelského premiéra Benjamina Netanjahua a bývalého izraelského ministra obrany Jo'ava Gallanta, kteří jsou obviněni z válečných zločinů hladovění jako metody vedení války, cílení útoků na civilní obyvatelstvo a zločinů proti lidskosti, jako jsou vraždy, perzekuce a další nelidské činy během války v Pásmu Gazy.
125 členských států Mezinárodního trestního soudu je nyní povinno zatknout Netanjahua a Gallanta, pokud vstoupí na jejich území, včetně Česka. ICC také vydal zatykač na vojenského velitele Hamásu Muhammada Dajfa, který byl zabit při izraelském náletu 13. července 2024, ale jehož smrt v té době nebyla potvrzena. Do ledna 2025 Hamás potvrdil Deifovu smrt a o několik týdnů později ICC zrušil zatykač na něj. Zatykače mohou být dále vydány na další izraelské vysoké důstojníky Izraelských obranných sil zapojených do války v Pásmu Gazy.
Zatykač na Netanjahua je prvním zatykačem na vůdce Západem podporované demokratické země za válečné zločiny.. V roce 2024 byli Netanjahu spolu s ruským prezidentem Vladimirem Putinem jedinými aktivními vůdci států, které hledal Mezinárodní trestní soud.

## Pozadí
Žalobkyně Mezinárodního trestního soudu Fatou Bensoudová dne 20. prosince 2019 oznámila vyšetřování válečných zločinů údajně spáchaných v Palestině příslušníky izraelské armády a Hamásu a dalších palestinských ozbrojených skupin od 13. června 2014. Válečné zločiny a zločiny proti lidskosti páchané na Izraelem okupovaných palestinských územích a páchané Palestinci může Mezinárodní trestní soud vyšetřovat poté, co Palestina přistoupila v roce 2015 k Římskému statutu. Nicméně Izrael Mezinárodní trestní soud nikdy neuznal a Benjamin Netanjahu opakovaně sděloval, že jeho verdikty nebude akceptovat.

### Válka v Pásmu Gazy
Dne 12. října 2023 žalobce Mezinárodního trestního soudu Karim Khan v souvislosti s válkou v Pásmu Gazy potvrdil, že válečné zločiny spáchané Palestinci, ať už Hamásem nebo Palestinským džihádem, na izraelském území nebo izraelskými státními příslušníky v Pásmu Gazy jsou v kompetenci jeho vyšetřování. V prosinci 2023 vrchní žalobce Mezinárodního trestního soudu Karim Khan, po pracovní návštěvě Izraele, vyzval Izrael a Hamás k dodržování mezinárodního práva. V březnu byl do čela vyšetřování ICC v Palestině postaven britský právník Andrew Cayley.

## Zatykače
Ke konci dubna 2024 se začaly objevovat zprávy, že by Mezinárodní trestní soud mohl vydat zatykač na představitele izraelské vlády. Podle izraelských médií se tomu Izrael a Spojené státy snažily diplomatickými prostředky zabránit. Podle deníku Middle East Eye tehdejší britský ministr zahraničí David Cameron v dubnu 2024 vyhrožoval Khanovi, že pokud soud vydá zatykače na izraelské představitele, Velká Británie přestane financovat ICC a odstoupí od Římského statutu.

### Žádost o vydání zatykačů hlavním žalobcem
Dne 20. května 2024 hlavní žalobce Mezinárodního trestního soudu Karim Khan oznámil, že požádal o vydání zatykačů na lídry Hamásu a Izraele. Lídr Hamásu v Pásmu Gazy Jahjá Sinvár, šéf vojenského křídla Hamásu Muhammad Dajf, šéf politického křídla Hamásu Ismáíl Haníja, izraelský premiér Benjamin Netanjahu a izraelský ministr obrany Jo'av Galant podle žalobce nesou odpovědnost za válečné zločiny a zločiny proti lidskosti spáchané v Pásmu Gazy a v Izraeli. Představitelé Hamásu jsou viněni ze zločinů vyhlazování, vraždy, braní rukojmích, sexuálního násilí, mučení, kruté zacházení a těžké urážky lidské důstojnosti. Představitelé Izraele jsou viněni ze zločinů úmyslného využívání hladovění civilních osob jako způsobu vedení boje, úmyslné způsobení velkého utrpení nebo vážné tělesné újmy či poruchy zdraví, vraždy, úmyslné vedení útoků proti civilnímu obyvatelstvu, vyhlazování, perzekuce a jiné nelidské činy.
Na konci května 2024 vyšla investigativní reportáž britského deníku The Guardian a izraelských médií +972 a Local callo roky trvající špionáži Izraele v Mezinárodním trestním soudu. Podle reportáže měl Izrael sledovat e-maily, telefonáty a zprávy zaměstnanců soudu včetně žalobců, a podílet se na útocích na jejich reputaci a údajně jim také vyhrožoval.
V červnu 2024 Spojené království pod vládou Rishiho Sunaka (Konzervativní strana) zaslalo Mezinárodnímu trestnímu soudu žádost o námitku k tomu, že podle diplomatických dohod Palestinská autonomie nemá jurisdikci nad Izraelem a tudíž neměla právo vznést obvinění vůči Izraeli u soudu. Soud oficiální vznesení námitky připustil a odložil jednání o schválení vydání zatykačů na izraelské vládní politiky do doby podání námitky. Ovšem po vítězství ve všeobecných volbách ze začátku července vláda Keira Starmera (Labouristická strana) ohlásila, že námitku nepodá.
7. srpna 2024 byly zveřejněny námitky České republiky, ve kterých argumentuje, že pokud se Palestina vzdala své jurisdikce nad Izraelci za trestné činy spáchané na svém území, nemůže toto právo ani delegovat na haagský tribunál. Podobné námitky uplatnily také USA, Maďarsko nebo Německo.
V září 2024 vrchní žalobce Mezinárodního trestního soudu Karim Khan zaurgoval posudkovou komoru soudu k rozhodnutí o vydání zatykačů. Premiér Netanjahu urgenci odsoudil.

### Vydání zatykačů soudem
Dne 21. listopadu 2024 Mezinárodní trestní soud rozhodl o vydání zatykačů na izraelského premiéra Benjamina Netanjahua a v té době čerstvě odvolaného ministra obrany Jo'ava Galanta. Soud tím také odmítl dříve podané námitky Izraele a jeho spojeneckých zemí. Tři představitelé Hamásu, kteří podle květnové žádosti vrchního žalobce měli také být povoláni před Mezinárodní trestní soud, byli v listopadu 2024 již mrtví. Soud nicméně vydal zatykač také na Muhammada Dajfu, u které nebylo možné spolehlivě ověřit zabití.
Podle odůvodnění měl soud důvodné podezření se domnívat, že Muhammad Dajf „odpovídá za zločiny proti lidskosti: vraždy, vyhlazování lidí, mučení, znásilnění a další formy sexuálního násilí; stejně jako za válečné zločiny vraždy, krutosti, mučení; za braní rukojmích, těžké urážky lidské důstojnosti, znásilnění a další formy sexuálního násilí“. Soud měl rovněž důvodné podezření se domnívat, že izraelský premiér Benjamin Netanjahu a exministr obrany Jo'av Galant „nesou coby spolupachatelé trestní odpovědnost za následující zločiny: za válečný zločin úmyslného využívání hladovění civilních osob jako způsobu vedení boje a za zločiny proti lidskosti, vraždy, perzekuce a jiné nelidské činy“. A „každý z nich nese coby civilní lídr trestní odpovědnost za válečný zločin útoku zaměřeného proti civilnímu obyvatelstvu“.

### Po vydání zatykačů
Proti vydání zatykačů na Netanjahua a Galanta se Izrael u ICC odvolal. Žalobce Karim Khan následně vyzval soudní odvolací komoru, aby co nejdříve rozhodla, zda izraelské odvolání splňuje všechny zákonné podmínky. To je první krok, který musí daná komora provést, než bude posuzovat samotné odvolání.
Na konci roku 2024 uvedl žalobce ICC Andrew Cayley, že v roce 2025 bude pokračovat vyšetřování izraelských útoků na zdravotnická zařízení v Pásmu Gazy, jelikož tvrzení o přítomnosti bojovníků Hamásu v nemocnicích v Gaze obléhané izraelskou armádou byla „hrubě přehnaná“.
V dubnu 2025 deník The Guardian uvedl, že v souvislosti s přípravou dalších zatykačů na izraelské představitele soudci Mezinárodního trestního soudu zakázali žalobci Khanonvi zveřejňovat nové žádosti o vydání zatykačů, dokud nebudou vydány. Podle deníku The Wall Street Journal připravoval vrchní žalobce Khan, před svým nuceným odchodem na dovolenou z důvodu obvinění ze sexuálního útoku, vydání zatykačů na dva izraelské krajně pravicové politiky – ministra financí Becal'ele Smotriče a ministra národní bezpečnosti Itamara Ben Gvira – za izraelské osady na okupovaném Západním břehu Jordánu. V reakci na tuto informaci Ben Gvir oznámil: „Žalobce mě neděsí ani neodrazuje. Pokud je Haag proti mně, vím, že jsem na správné cestě.” Podle deníku The Observer pokračují Khanovi zástupci na přípravě žádosti o vydání zatykačů na Smotriče a Ben Gvira.
V červenci 2025 odmítli soudci Mezinárodního trestního soudu požadavek Izraele na stažení zatykače na Netanjahua a Gallanta.

## Netanjahuova návštěva Maďarska
Netanjahu dorazil do Maďarska 3. dubna 2025. Maďarský premiér Viktor Orbán již dříve, krátce po vydání zatykače, pozval Netanjahua do Maďarska s tím, že zatykač v Maďarsku „nebude mít žádný účinek“. Byla to první návštěva izraelského politika v Evropě od vydání zatykače. Během Netanjahuovy návštěvy Orbán oznámil, že Maďarsko odstoupí z ICC. Podle Římského statutu by Maďarsko muselo formálně informovat generálního tajemníka OSN. Odstoupení by mělo vstoupit v platnost o rok později. Povinnost Maďarska zatknout Netanjahua nebyla Orbánovým oznámením ovlivněna. Následně 20. května odstoupení z ICC schválil maďarský parlament.
V červenci 2025 Mezinárodní trestní soud oznámil, že Maďarsko nezatčením Netanjahua porušilo svou povinnost danou Římským statutem a předalo tuto informaci členským státům soudu.

## Mezinárodní reakce
Žádost o zatykač na představitele Izraele vyvolala mezi některými představiteli západního světa pohoršení. Například americký prezident Joe Biden ji označil za nehoráznost a zdůraznil, že Izrael a Hamás nelze srovnávat. Obdobně reagovali představitelé Česka, Rakouska, Spojeného království, Německa nebo Maďarska. Naopak jiné evropské země, jako Francie, Belgie, Irsko nebo Slovinsko, se žalobce Khana zastaly a uvedly, že válečné zločiny musí být prošetřeny nezávisle a bez ohledu na názory o obviněných. Šéf diplomacie EU Josep Borrell následně představitelům členských zemí EU připomněl, že coby členové ICC jsou vázáni respektovat proces a verdikty soudu.
V červnu 2024 se české ministerstvo zahraničních věc připojilo k prohlášení více než 90 zemí OSN na podporu Mezinárodního trestního soudu. Státy se v prohlášení stavěly proti politickému vměšování a nátlaku na soud.

### Sankce ze strany USA
V únoru 2025 americký prezident Donald Trump podepsal exekutivní příkaz, kterým uvalil sankce na činitele Mezinárodního trestního soudu podílející se na vyšetřování Američanů či občanů spojeneckých zemí, jako je Izrael. V reakci 79 zemí, tedy zhruba dvě třetiny států uznávajících ICC, americké sankce odsoudilo. Sankce například vedly k zákazu udělení víz zaměstnancům soudu, vrchnímu žalobci Karimu Khanovi byl společností Microsoft zablokován účet a v ohrožení byly bankovní účty zaměstnanců u amerických bank.
V červnu následně USA zavedly další sankce na čtyři soudkyně ICC: Reine Adelaide Sophie Alapini Gansou (Benin), Solomy Balungi Bossa (Uganda), Luz del Carmen Ibáñez Carranza (Peru) a Beti Hohler (Slovinsko). Podle USA Bossa a Ibanez Carranza povolily vyšetřování soudu proti občanovi USA v Afghánistánu a Alapini Gansou a Hohle povolily vydání zatykače na Netanjahua a Gallanta.
Z vedení vyšetřování v březnu 2025 z důvodu zavedení sankcí ze strany USA a dalšímu vyhrožování odstoupil právník Andrew Cayley.

### Haagská skupina

Státy haagské skupiny

Dne 31. ledna 2025 založila Belize, Bolívie, Chile, Kuba, Kolumbie, Honduras, Malajsie, Namibie, Senegal a Jihoafrická republika Haagskou skupinu, koalici devíti zemí vytvořenou na obranu mezinárodního práva ve vztahu k Izraeli a Palestině. Země se konkrétně zavázaly „plnit své závazky podle Římského statutu, pokud jde o zatykače vydané 21. listopadu 2024“ proti Gallantovi a Netanjahuovi, a také zabránit prodeji zbraní Izraeli.

### Česká reakce
Poté, co v květnu žalobce požádal o vydání zatykače na představitele Hamásu, ale také na dva členy izraelské vlády, včetně premiéra Netanjahua, tuto žádost odsoudil český premiér Petr Fiala (ODS), ačkoliv Česko je členem ICC. Fialův poradce Tomáš Pojar (ODS) uvedl, že i v případě vydání zatykače by Česko Netanjahua nevydalo, čímž by porušilo svůj závazek v ICC, navíc zmínil možnost protestního odchodu z ICC. Smysl existence a postup ICC po oznámení kroku prokurátora Khana začal zpochybňovat také předseda poslaneckého klubu ODS Marek Benda (ODS). Rozhodnutí prokurátora odsoudil také poslanec Ondřej Kolář (TOP 09), který ale přiznal, že se s odůvodněním prokurátorovy žádosti neseznámil. Za „nešťastnou“ považoval žádost o zatykač na dva izraelské politiky také ministr pro vědu a výzkum Marek Ženíšek (TOP 09). Postoj předních politiků ODS a TOP 09 ale kritizoval europoslanec Mikuláš Peksa (Piráti), který se „děsil“ relativizace mezinárodního práva a právních institucí. Za respektování mezinárodního práva se postavil také vicepremiér Ivan Bartoš (Piráti) a ministr zahraničí Jan Lipavský (Piráti).
Po vydání zatykačů v listopadu 2024 na premiéra Benjamina Netanjahua a bývalého ministra obrany Jo'ava Galanta, čeští politici, kteří dlouhodobě hájili Izrael ho znovu podpořili. O zdiskreditování soudu hovořili Jana Černochová (ODS) nebo Tomáš Pojar (ODS). Emotivnější reakci projevili Alexandr Vondra (ODS), Veronika Vrecionová (ODS) nebo Jan Bartošek (KDU-ČSL), kteří mluvili o „pomátnutí soudu“, „nepřijatelnosti“ takového rozhodnutí nebo „legalizaci antisemitismu“. Poradce prezidenta pro zahraniční politiku Petr Kolář radil, aby Česko vydání zatykačů ignorovalo. Naopak mluvčí Ministerstva zahraničních věcí uvedl, že Česko bude dodržovat mezinárodněprávní závazky a že toto nelze změnit politickými rozhodnutími.
Dne 26. února 2025 jednal ministr zahraničí Lipavský v Jeruzalémě s izraelským premiérem Benjaminem Netanjahuem, přestože se jedná o osobu stíhanou za válečné zločiny. Lipavský vyjádřil podporu Izraeli.